# Самуил Алусиан
Самуил Алусиан е българин от рода на Комитопулите, военачалник във византийската армия през XI век.

## Произход
Самуил Алусиан е син на Алусиан и внук на последния цар на Първото българско царство, Иван Владислав.

## Биография
При управлението на Роман IV Диоген Самуил Алуиан заема военна служба в тема Армениакон с чин „вестарх“. 
През 1068 г. участва в похода на императора срещу селджукските турци в Мала Азия и след като през декември същата година Мелитинският стратег умишлено не оказва съпротива на турците при нападението им над град Аморион, императорът му отнема командването и го предоставя на Самуил Алусиан, който е негов доверен човек. 
Като византийски военачалник се споменава и през 1069 г., когато с командваните от него войски в тема Армениакон воюват неуспешно срещу разбунтувалия се латински наемник на византийска служба Робер Криспин. Въпреки претърпяното поражение Самуил Алусиан е повишен от Роман IV в чин „проедър“ и в дука или командващ на намиращите се в тема Армениакон пет западноромейски легиона, а също и намиращите се там наемни войски, което се установява от един запазен негов молидвовул с надпис „Богородице, помагай на твоя раб Самуил Алусиан, проедър и дука.“ На тази длъжност Самуил Алусиан остава до 1071 г., когато неговият покровител Роман IV Диоген е свален от власт. Като негов роднина и предан човек Самуил Алусиан е отстранен от длъжност под натиска на враждебно настроената към Диоген придворна партия и загубва всякакво политическо влияние.